# Die Menschenfalle (1949)
Die Menschenfalle (Originaltitel: Trapped) ist ein US-amerikanischer Kriminalfilm aus dem Jahr 1949 von Richard Fleischer mit Lloyd Bridges in der Hauptrolle. Der Film noir wurde von Contemporary Productions, Inc. produziert.

## Handlung
Ein gefälschter 20-Dollar-Schein taucht in einer Bank auf. Die Fälschung wird dem Secret Service zur Überprüfung gegeben. Es stellt sich heraus, dass die Fälschung einige markante Eigenheiten aufweist, die auf den zurzeit in Atlanta inhaftierten Tris Stewart hinweisen. Die Agenten Raymond und Charles suchen Stewart auf, um ihn zu befragen, doch der schweigt. Einige Wochen später soll Stewart nach Kansas City verlegt werden. Zwar ist er mit Handschellen an einen Deputy Marshal gefesselt, doch ein Auto stoppt den Bus. Stewart entwaffnet den Beamten und schließt die Handschellen auf. Er steigt in den Wagen, der von Agent Foreman gesteuert wird. Die Flucht ist fingiert, Stewart hat eingewilligt, dem Secret Service gegen eine frühzeitige Entlassung zu helfen.
In Kansas City fragt Foreman Stewart nach dessen Freundin Meg Dixon, doch Stewart behauptet, nicht zu wissen, wo sie sei. Unvermittelt greift Stewart Foreman an und schlägt ihn nieder. Dann fährt er nach Los Angeles und findet Meg, die unter dem Namen Laurie Frederick in einem Nachtclub Zigaretten verkauft. Er plant, mit Meg nach Mexiko zu fliehen, denn er will nicht als Spitzel arbeiten. Weder er noch Meg wissen, dass sie von Agenten belauscht werden. Im lokalen Hauptquartier des Secret Service erhalten Foreman und sein Vorgesetzter Gunby Besuch von Agent Downey, dem Gast, der Meg belästigt hat.
Am nächsten Tag sucht Stewart seinen früheren Partner Sam Hooker auf, der Stewarts Anteil an den Gewinnen aufbewahren sollte. Der spielsüchtige Alkoholiker Hooker hat jedoch das ganze Geld durchgebracht und die Druckplatten an Jack Sylvester verkauft. Sylvester, ehemaliger Rivale, arbeitet zur Tarnung als Grundstücksmakler. Um an Geld zu kommen, plant Stewart, den Safe des Nachtclubs, in dem Meg arbeitet, zu knacken. Die Polizei ist durch das Abhören im Bilde: man will den wertvollen "Agenten" nicht durch einen eventuell schiefgehenden Überfall verlieren. Daher wird Meg, die im Auto wartet, von der Polizei überrascht. Während man Stewart entkommen lässt, wird Meg verhaftet. Downey bezahlt Megs Kaution und macht ihr wieder Avancen. Zwar ist Stewart eifersüchtig, doch er sieht eine Chance, durch Downey an Kapital zu kommen. Er erzählt ihm, dass er für 25.000 Dollar Blüten in der Summe von 250.000 Dollar von Sylvester erhalten kann. Nach einem Treffen mit Sylvester stimmt Downey zu. Am Übergabeort sind mehrere Agenten platziert. Jedoch misstraut Sylvester Downey und liefert nur Papierschnipsel.
Downeys Tarnung wird bei einem Abendessen im Nachtclub von einem Gast enthüllt, der mit Downey beim Militär war. Meg, die die Unterhaltung der Gäste mitbekommen hat, informiert Stewart darüber. Er sucht sofort nach einer Abhörwanze und findet sie in einem Lampenschirm. Stewart fordert Meg auf, für den nächsten Abend zwei Flugtickets nach Mexiko-Stadt zu kaufen und auf ihn am Flughafen zu warten. Mit Downey fährt er zu einem Treffen mit Sylvester. Auf der Fahrt zieht er eine Pistole und erklärt, dass er wisse, dass Downey vom Secret Service ist. An einer einsamen Stelle will er Downey aussetzen, der ihn jedoch überwältigen kann und der Polizei in Venice übergibt.
Downey lässt nach Meg fahnden, die Suche bleibt jedoch erfolglos. Downey trifft sich mit Sylvester und informiert ihn über Stewarts Festnahme. Dann fahren beide zur Druckerei und können dabei die Verfolger vom Secret Service abschütteln. Zur gleichen Zeit erscheint Meg in Sylvesters Büro. Sylvesters Partner Mack Mantz wird misstrauisch und bringt sie zur Druckerei. Dort enthüllt Meg Downeys wahre Identität. Während ein Motorradpolizist das Kennzeichen von Sylvesters Auto durchgibt, erklärt Downey, dass Stewart geplant hat, Sylvester und den Secret Service gegeneinander auszuspielen. Agenten des Secret Service erscheinen, woraufhin Sylvester zu flüchten versucht und dabei Meg niederschießt. Die Verfolgung endet in einem Straßenbahndepot, wo Sylvester auf eine Stromschiene tritt und einen tödlichen Elektroschock erleidet. Agenten des Secret Service sichern die Druckplatten, womit der Fall Stewart geschlossen ist.

## Produktion

### Hintergrund
Gedreht wurde der Film von Mitte Juni bis Mitte Juli 1949 in Los Angeles, Washington, D.C. (Bureau of Engraving and Printing, Gebäude des US-Finanzministeriums) sowie in den Universal-Studios in Universal City.
Im Vorspann wurde den Verantwortlichen beim Finanzministerium für die Unterstützung gedankt. Es wurde speziell auf die Filmerlaubnis durch das Ministerium hingewiesen. Produzent Bryan Foy reiste nach Washington, New York und Montreal um die Erlaubnis für den Film, der auf einen aktuellen Fall der Falschmünzerei basierte, zu erhalten. Das Drehbuch wurde dabei zur Prüfung James J. Maloney, dem Leiter des United States Secret Service, vorgelegt.

### Stab
Roy Seawright war für die Spezialeffekte verantwortlich. Irving Friedman war der musikalische Direktor.

### Besetzung
In kleinen nicht im Abspann erwähnten Nebenrollen traten Harry Antrim, Robert Carson, Harold Miller, Hans Moebus, Tommy Noonan und Douglas Spencer (als Sam Hooker) auf. Ebenfalls unerwähnt blieben Ken Christy als Deputy Marshal, Bert Conway als Mack Mantz, Joe Haworth als Motorradpolizist, Rory Mallinson als Agent Charles und Mack Williams als Agent Raymond.

## Synchronisation
Die deutsche Synchronfassung entstand im Auftrag der Mars-Film GmbH unter der Dialogregie von Hans F. Wilhelm.
| Rolle                      | Schauspieler   | Deutscher Synchronsprecher |
| -------------------------- | -------------- | -------------------------- |
| Tris Stewart               | Lloyd Bridges  | Klaus Miedel               |
| Meg Dixon/Laurie Frederick | Barbara Peyton | Edith Schneider            |
| John Downey                | John Hoyt      | Siegfried Schürenberg      |
| Jack Sylvester             | James Todd     | Alfred Balthoff            |
| Agent Gunby                | Russ Conway    | Kurt Waitzmann             |
| Mack Mantz                 | Bert Conway    | Klaus Schwarzkopf          |
| Bankangestellter           | Tommy Noonan   | Walter Bluhm               |
| Agent Raymond              | Mack Williams  | Franz Arzdorf              |

Anmerkung: Die kursiv geschriebenen Namen sind Rollen und Darsteller, die nicht im Abspann erwähnt wurden.

## Veröffentlichung
Die Premiere des Films fand am 27. September 1949 in Los Angeles statt. In der Bundesrepublik Deutschland kam er am 11. Mai 1951 in die Kinos.

## Kritiken
Der Filmkritiken-Aggregator Rotten Tomatoes hat in einer Auswertung ein Publikumsergebnis von 14 Prozent positiver Bewertungen ermittelt.
Das Lexikon des internationalen Films schrieb: „Der Schwerpunkt des dokumentarhaften Kriminalfilms liegt in der Darstellung der Polizeitaktik.“
Bosley Crowther von der The New York Times beschrieb den Film als Melodram mit gutem Tempo und Schwung.
Das Film- und Fernseharchiv der Universität von Kalifornien in Los Angeles notierte, der Film beginne wie ein trockener, monotoner Lehrfilm der 1950er Jahre, entwickele sich aber schnell zu einem flotten schwarzen Melodram. Kameramann Roe benutze fachmännisch Licht und Schatten, um die Atmosphäre und die klaustrophobische Enge zu betonen und das filmische Thema List und Täuschung zu unterstreichen.